# Comuna Vlădila, Olt
Vlădila este o comună în județul Olt, Oltenia, România, formată din satele Frăsinet-Gară, Vlădila (reședința) și Vlădila Nouă.

## Istoric
Satul a fost menționat în legătură cu coloniștii bulgari veniți aici între anii 1806–1814 și 1828–1834. Optsprezece familii din Slavovița, regiunea Plevna s-au stabilit în Vlădila în 1828. În registrul de evidență al populației din 1838 se înregistrează prezența a 55 de gospodării „sârbești” (bulgarii din Țările Române erau înregistrați drept sârbi în documentele vremii). În timpul vizitei lui Gustav Weigand din 1898 populația era bulgărească. Mai târziu a inclus satul în atlasul său ca localitate cu populație bulgară. Aproximativ treizeci de familii bulgare locuiau în sat la momentul cercetărilor de teren din 1969.

## Demografie
Componența etnică a comunei Vlădila
     Români (93,89%)
     Alte etnii (6,11%)
Componența confesională a comunei Vlădila
     Ortodocși (93,15%)
     Alte religii (0,16%)
     Necunoscută (6,7%)
Conform recensământului efectuat în 2021, populația comunei Vlădila se ridică la 1.882 de locuitori, în scădere față de recensământul anterior din 2011, când fuseseră înregistrați 1.925 de locuitori. Majoritatea locuitorilor sunt români (93,89%). Din punct de vedere confesional, majoritatea locuitorilor sunt ortodocși (93,15%), iar pentru 6,7% nu se cunoaște apartenența confesională.

## Politică și administrație
Comuna Vlădila este administrată de un primar și un consiliu local compus din 11 consilieri. Primarul, Marian Tocea[*], de la Partidul Social Democrat, este în funcție din 2012. Începând cu alegerile locale din 2024, consiliul local are următoarea componență pe partide politice:
|  | Partid                    | Consilieri | Componența Consiliului | Componența Consiliului | Componența Consiliului | Componența Consiliului | Componența Consiliului | Componența Consiliului | Componența Consiliului |
|  | ------------------------- | ---------- | ---------------------- | ---------------------- | ---------------------- | ---------------------- | ---------------------- | ---------------------- | ---------------------- |
|  | Partidul Social Democrat  | 7          |                        |                        |                        |                        |                        |                        |                        |
|  | Partidul Național Liberal | 4          |                        |                        |                        |                        |                        |                        |                        |